# 15766 Strahlenberg
15766 Strahlenberg là một tiểu hành tinh vành đai chính với chu kỳ quỹ đạo là 2054.2480108 ngày (5.62 năm).
Nó được phát hiện ngày 22 tháng 1 năm 1993. Nó được đặt theo tên Philip Johan von Strahlenberg.